# 亞利根尼航空853號班機空難
亞利根尼航空853號班機空難是亞利根尼航空一班的來回爱德华·劳伦斯·洛根将军国际机场至兰伯特-圣路易斯国际机场定期航班，1969年9月9日，一架道格拉斯DC-9客機與Piper PA-28 Cherokee相撞，造成78名乘客死亡。